# Bacillariophyta ordo incertae sedis
Bacillariophyta ordo incertae sedis,  Alge kremenjašice čija pripadnost razredu i redu nije još ustanovljena. Postoje dvije imenovane porodice + incertae sedis. Većina rodova s oko 470 vrsta su fosilni.

## Porodice
1. Bacillariophyta familia incertae sedis
2. Eustephaniaceae S.Komura, 1999
3. Phaeodactylaceae J.Lewin, 1958